# Cubanite
La cubanite est une espèce minérale composée de sulfure de fer et de cuivre de formule CuFe2S3. Elle est dimorphe de l'isocubanite.

## Inventeur et étymologie
Décrit par  Johann August Friedrich Breithaupt en 1843. Dédié au pays de la localité type.

## Topotype
Barrocano Cuba. Le topoype est déposé à l'académie des mines de Freiberg N° 5467, Saxe Allemagne.

## Cristallographie
La cubanite cristallise dans le système cristallin orthorhombique, groupe d'espace Pcmn, dureté 3½. La structure est dérivative de celle de la wurtzite essentiellement comme celle de la sulvanite est dérivée de celle de la sphalérite : cuivre et fer occupent la moitié des sites tétraédriques. On peut considérer chaque couche de la cubanite comme deux moitiés de la couche wurtzite, où une moitié est inversée par rapport à l'autre. Par conséquent, les tétraèdres de la même couche partagent une arête. Dans chaque couche, deux tétraèdres sur trois sont occupés par le fer, le troisième par le cuivre.
Une forme cubique a été aussi trouvée, dont le diffractogramme est très proche de celui de la sphalérite. Il s'agirait d'un polytype cubique de la cubanite, avec structure sphalérite.
- Paramètres de la maille conventionnelle : a = 6.46, b = 11.11, c = 6.233, Z = 4 ; V = 447,35
- Densité calculée = 4,03

## Gîtologie
La cubanite se trouve surtout comme lamelle d'exsolution (séparation des phases) dans la chalcopyrite, mais les cristaux de cubanite se rencontrent aussi, par exemple en Ontario, comme minéraux accessoires de la chalcopyrite, la pyrite et la pentlandite.

## Synonymie[4]
- barracanite Schneider (1895)
- chalcopyrrhotite Blomstrand (1870)
- chalmersite
- cupropyrite (Schneider) terme commun avec la chalcopyrite

## Gisements remarquables
En France
- Gabe Gottes, Sainte-Marie-aux-Mines Haut-Rhin, Alsace, France[5]
- Mine de fluorine du Barlet (La Drey Mine; La Dreyt Mine; La Costette Mine), Langeac, Haute-Loire, Auvergne[6]
- Mine d'Argentine, Montchabert, La Lauzière massif, Savoie, Rhône-Alpes[7]

Dans le monde
- Henderson No. 2 mine, Chibougamau, Abitibi Co., Québec, Canada[8]
- Grey Rock Mine, Truax Creek, Bridge River area, Lillooet Mining Division, Colombie-Britannique, Canada
- Potosi mine, Barracanao (Baracoa), Oriente Province, Cuba